# Хованский, Максим Валерьевич
Максим Валерьевич Хованский (рум. Hovanschii Maxim; род. 24 февраля 1990, Бельцы) — молдавский футболист, защитник клуба «Заря» из города Бельцы.

## Биография
Максим Хованский родился в 1990 году. Окончил Бельцкий лицей им. Н. В. Гоголя. Спортивную карьеру начинал в юношеских составах местной «Олимпии», трижды став бронзовым призёром юношеских чемпионатов Молдавии (в возрастных группах до 16, 17 и 18 лет). Первым тренером Хованского был Валентин Максимович Кузнецов.
Первый матч за основной состав «Олимпии» Хованский провёл в сезоне 2007/08. В следующем сезоне он уже отыграл за клуб 23 матча, из которых в 19 выходил в стартовом составе, и забил два гола. В сезоне 2009/10 провёл на поле за «Олимпию» 11 матчей (10 в стартовом составе) и завоевал с командой бронзовые медали чемпионата страны. В сезонах 2010/11 и 2011/12 оставался игроком основного состава. В 2011 году дошёл с «Олимпией» до финала Кубка Молдавии.
Начиная с 2009 года Хованский приглашается в состав молодёжную сборную Молдавии.
9 июня 2012 года Максим Хованский женился. Со своей избранницей Диной он познакомился за четыре года до этого на сайте Одноклассники.ru.

## Достижения
- Бронзовый призёр чемпионата Молдавии: 2009/10
- Финалист Кубка Молдавии: 2011